# Antje Jackelénová
Antje Jackelén (* 4. června 1955 Herdecke, Německo) je duchovní švédské církve, v letech 2014–2022 byla 70. arcibiskupka Uppsaly a primaska švédská.
Kněžské svěcení přijala v roce 1980 a získala doktorát teologie na Lundské univerzitě. V letech 2007 až 2014 zastávala post lundské biskupky. Do své současné funkce byla zvolena 15. října 2013. Stala se první v zahraničí narozeným arcibiskupkupem Švédska od 12. století a první ženou arcibiskupkou.

## Názory
Jackelénová publikovala několik prací na téma role náboženství v moderní společnosti a téma vztahu přírodních věd a víry. Souhlasí s evoluční teorií a nevidí v ní žádný rozpor s vírou v Boha. Pro švédské křesťanské noviny Dagen uvedla, že biblické tvrzení, že se Ježíš narodil z Panny, je „mytologickým vysvětlením jedinečnosti. Ti, kteří toto narození interpretují na biologické rovině vůbec nevědí o co jde.“ Jackelénová podporuje církevní sňatek osob stejného pohlaví a vyzývá stát, aby více podporoval manželství jako takové.
Vyslovila se i proti zákazu maturitních ceremonií v kostelích. Tvrdí, že úplný zákaz náboženských vlivů na veřejných školách je škodlivý pro duchovní rozvoj dětí. Společně s biskupskou konferencí se zabývala klimatickými změnami a v biskupském dopise vyzvala švédskou vládu, aby snížila emise skleníkových plynů a uzavřela závazné mezinárodní dohody.

## Vědecká práce
Disertační práce Antje Jackelénové Zeit und Ewigkeit: die Frage der Zeit in Kirche, Naturwissenschaft und Theologie z roku 1999 byla později znovu pod stejným názvem publikována nakladatelstvím Neukirchener Verlag. Švédský překlad vznikl v roce 2000 a anglický o pět let později.

## Osobní život
Manžel Antje Jackelénové, Heinz Jackelén je penzionovaný kněz, také původem z Německa. Potkali se při studiu teologie v Uppsale. Mají dvě dcery a vnoučata. Žijí společně v arcibiskupské rezidenci (Ärkebiskopsgården) v Uppsale.